# La Década Prodigiosa
La Década Prodigiosa est un groupe musical espagnol, connu pour ses medleys de chansons pop et rock de différentes décennies. La formation originale a représenté l'Espagne au Concours Eurovision de la chanson 1988.

## Histoire
Le groupe est formé en 1985 par Javier de Juan, Manel Santisteban et Manolo Aguilar. Conçu à l'origine pour une compilation des plus grands succès des années 1960 sous forme de medleys (La Década Prodigiosa, sortie au label Hispavox), l'enregistrement fait appel aux voix de musiciens de studio tels que María Lar, José María Guzmán, Andrea Bronston, Juan Canovas et Emilio Cuervo. L'initiative a un grand retentissement et il est décidé de former le groupe en tant que tel. Bien que la première formation comprenait 7 danseurs (4 garçons et 3 filles), le groupe a finalement été formé par Javier de Juan, Manel Santisteban, Manolo Aguilar, Manuel Rodríguez, Paco Morales, Cecilia Fernández Blanco, Ana Nery, José Carlos Tatay et Álvaro Villarubia ; quelques mois plus tard, Álvaro quitte le groupe et Carmelo Martínez s'y joint. Plus tard, Tatay quitte le groupe et après le départ de Paco Morales, José Subida le rejoint.
En 1988, en raison de la grande popularité du groupe et de son retentissement médiatique, RTVE sélectionne La Década Prodigiosa pour représenter l'Espagne au Concours Eurovision de la chanson avec la chanson Made in Spain (La Chica que yo quiero), écrite par Francisco Don Diego et Enrique Peiró. L'organisation ne permettant que la présence sur scène de six des huit membres du groupe, ils optent finalement pour José Subiza et Carmelo Martínez au chant, Cecilia Fernández et Ana Nery aux chœurs (tous les quatre à la chorégraphie), avec Manel Santisteban à la guitare et aux chœurs, et Manolo Aguilar à la basse et aux chœurs. Un septième membre, Javier de Juan, dirige l'orchestre et le huitième membre, Manolo Rodríguez, ne peut participer. Le groupe obtient la 11e place du concours.
La Década Prodigiosa commence à inclure des chansons originales dans ses albums et connait plusieurs changements dans son line-up. Au cours des années 1990, ils publient des œuvres telles que Licencia para bailar, La Década et Disneymanía, album avec lequel ils obtiennent, en 1995, l'honneur d'être le premier groupe espagnol à enregistrer avec Walt Disney Records. En 1996, ils participent au Festival international de la chanson de Benidorm avec la chanson Las Ganas de vivir, composée par Pablo Pinilla, avec laquelle ils remportent le prix Sirenita de Bronce du concours.
En 2005, Garden, un groupe formé par quatre anciens membres de La Década Prodigiosa depuis 2002, se présente pour représenter l'Espagne à l'Eurovision sous le nom de Jaster avec la chanson Como olvidarte, composée par Javián. Le groupe se sépare la même année.
Au cours de l'année 2019, le groupe donne plus de 130 concerts dans toute l'Espagne.
En 2021, le groupe publie Sangre española, crée le spectacle Una Tournée de Barrio avec le journaliste José Manuel Parada et donne plus de 80 concerts dans tout le pays. La même année, Fernando Cotta publie La Década Prodigiosa. El viajero del tiempo, un roman biographique et livre musical dont les pages comprennent des QR codes qui renvoient à 19 des plus grands succès du groupe et à deux succès en solo de Javier Enzo, l'actuel propriétaire, administrateur et directeur du groupe, ainsi qu'un membre actuel et l'un des plus anciens de son histoire. En 2022, le groupe reçoit le Premio Latino a la Trayectoria pour avoir été l'un des groupes ayant vécu le plus longtemps en Espagne lors de la VIIe édition des Premios Latino qui s'est tenue à l'emblématique Teatro Isabel la Católica à Grenade et le prix Radiolé, entre autres. En 2023 La Década Prodigiosa prévoit une grande tournée en Espagne et en Amérique.

## Membres

### Membres actuels
- Javier Enzo — directeur et propriétaire actuel
- Leydanis
- Roberto Velasco
- Lorena René.

### Anciens membres
- Manel Santisteban — piano, programmation, compositeur, voix (1985-1997)
- Manuel Aguilar — basse, composition, voix (1985-1991)
- Manolo Rodríguez — guitare, voix (1985-1991)
- Javier de Juan — batterie, compositeur, arrangeur et chef d'orchestre (1985-2021)
- Carmelo Martínez — chant, danse (1986-1989 ; décédé)
- José Subiza — chant, danse (1986-1989)
- Cecilia F. Blanco — chant, danse
- Ana Nery Fragoso — danse, chant

## Discographie

### Albums
- 1985 : La Década Prodigiosa
- 1986 : La Década Prodigiosa 2
- 1987 : Los años 70 por...La Década Prodigiosa
- 1988 : Los años 80 por...La Década Prodigiosa
- 1989 : Los años 80/2
- 1990 : Lo mejor en vivo de los 60, 70 y 80
- 1991 : Licencia para bailar
- 1993 : La Década
- 1994 : Baila con la Década
- 1995 : Disneymanía
- 1996 : Las Ganas De Vivir
- 1999 : Lo Mejor de La Década Prodigiosa
- 2002 : Seguimos de fiesta con los 80 y 90
- 2003 : Una década latina
- 2004 : Flashdance
- 2004 : Los Éxitos internacionales de los 80´s
- 2006 : Technostalgia
- 2009 : 100.000 kilómetros
- 2010 : Spanish Dance
- 2012 : Made in Spain. El musical de tu vida

### Singles
- 2007 : Made in Spain - 20 aniversario
- 2008 : What a Monday
- 2008 : La Reina de la noche
- 2013 : De cada latido
- 2014 : La Década prodigiosa eres tú
- 2015 : 30 años contigo (contient les inédits La Década Prodigiosa eres tú et Merengues mediterráneos)
- 2015 : Te quiero más
- 2018 : Enjoy la fiesta
- 2018 : Éxitos latino
- 2020 : El Alma al aire  (à l'occasion du 35e anniversaire du groupe)[13]
- 2021 : Sangre española (à l'occasion du 36e anniversaire du groupe)
- 2022 : Los Euroéxitos
- 2022 : Made In Spain
- 2022 : Lo Mejor de cuatro décadas